# 羅爾奎爾山

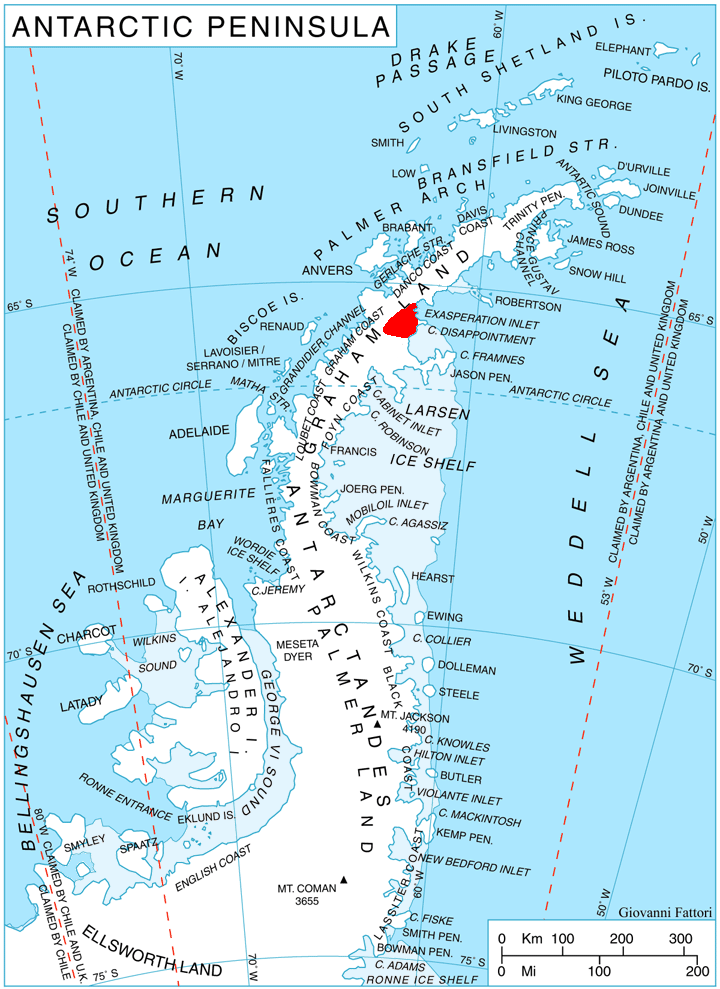

羅爾奎爾山（英語：Mount Rorqual）是南極洲的山峰，位於葛拉漢地東部的奧斯卡二世海岸，處於斯塔巴克冰川和斯塔布冰川之間，屬於亞里斯多德山脈的一部分，海拔高度1,110米，現時由南極條約體系管理。